# Avenue François-Frizac
L'avenue François-Frizac (en occitan : avenguda Francesc Frizac) est une voie de Toulouse, chef-lieu de la région Occitanie, dans le Midi de la France.

## Situation et accès

### Description
L'avenue François-Frizac est une voie publique. Elle se situe au cœur du quartier du Busca.
Elle naît perpendiculairement à l'allée des Demoiselles et à la rue Alfred-Duméril, dans le prolongement de l'allée Serge-Ravanel. Elle est rectiligne, longue de 282 mètres et orienté au sud-ouest. Elle aboutit à la place du Busca, au carrefour de la rue des Trente-Six-Ponts, de la rue du Gorp, de l'avenue Victor-Ségoffin et de la rue Léo-Lagrange.
La chaussée compte une seule voie de circulation automobile, en sens unique de la place du Busca vers l'allée des Demoiselles. Elle appartient à une zone de rencontre, où la vitesse est limitée à 20 km/h, au-devant de l'école élémentaire Jean-Jaurès, et à une zone 30 sur le reste du parcours. Il existe une voie réservée aux transports en commun et aux cyclistes du côté des numéros pairs, et une bande cyclable du côté des numéros impairs.

### Voies rencontrées
L'avenue François-Frizac rencontre les voies suivantes, dans l'ordre des numéros croissants (« g » indique que la rue se situe à gauche, « d » à droite) :
1. Allée des Demoiselles (g)
2. Rue Alfred-Duméril (d)
3. Rue Sainte-Philomène (g)
4. Place du Busca

### Transports
L'avenue François-Frizac est parcourue et directement desservie par la ligne de bus 44. L'allée des Demoiselles, tout proche, compte de plus des arrêts de la ligne de Linéo L9. La station de métro la plus proche est la station Saint-Michel - Marcel-Langer, sur la ligne , sur la grande-rue Saint-Michel, où se trouve également les arrêts du Linéo L4.
Il existe une station de vélos en libre-service VélôToulouse à proximité immédiate : la station no 118 (2 place du Busca).

## Odonymie
Le nom de l'avenue rend hommage à François Marie Jacques Frizac (1772-1864). Il est issu d'une famille de médecins et de chirurgiens : son père, Jean-Jacques Frizac, est professeur en chirurgie, comme ses oncles paternel et maternel. Il suit lui-même des études de médecine et il est officier de santé en 1793 à l'armée des Pyrénées orientales, sous les ordres d'Alexis Larrey. Il se consacre par la suite à la géologie et réunit une importante collection qu'il offre à la ville de Toulouse afin de constituer le fonds du Muséum d'histoire naturelle (actuel no 35 allées Jules-Guesde). Son nom est donné en 1866, seulement deux ans après sa mort, à un chemin, désigné aux XVIe et XVIIe siècles comme le chemin de Saint-Jean, puis au XIXe siècle comme le chemin du Busca.

## Histoire
Au début du XIXe siècle, le chemin du Busca est une partie d'un itinéraire (actuelles avenues François-Frizac, Victor-Ségoffin et Marcel-Langer) qui, dans le prolongement de la Grande-Allée (actuelle allées Frédéric-Mistral et Serge-Ravanel), traverse le terroir rural du Busca jusqu'à l'allée Saint-Agne (actuelle avenue de l'U.R.S.S.).
En 1850, le chemin du Busca est redressé et élargi. Il est planté de deux rangées de noyers d'Amérique. Entre 1874 et 1880, Xavier d'Auriol, qui possède un vaste domaine au sud de l'avenue François-Frizac, entre l'allée des Demoiselles, la rue François-Frizac (actuelle rue Léo-Lagrange) et la rue Saint-Luc, décide de faire tracer de nouvelles rues et de lotir les terrains.
En 1925, la municipalité confie la construction du groupe scolaire du Busca à l'architecte de la ville, Jules Milloz, après avoir fait l'acquisition d'une partie des terrains de l'atelier Saint-Éloi, une usine de constructions métalliques. Le projet, qui comprend une école de garçons, une école de filles et une école maternelle, est établi sur une vaste parcelle entre l'avenue François-Frizac (actuel no 21), la place du Busca, la rue Léo-Lagrange (actuel no 60) et la rue Xavier-d'Auriol (actuels no 5-5 bis). C'est en 1927, lors de l'inauguration de l'école de garçons, que le maire socialiste de la ville, Étienne Billières, lui donna le nom de Jean Jaurès, dont la mère habitait une maison de l'avenue François-Frizac (ancien no 15).
En 1945, c'est dans le grenier d'une maison de la rue (emplacement de l'actuel no 11) que Maurice Sarrazin et Simone Turck fondent leur compagnie de théâtre, le Grenier de Toulouse, qui s'installe par la suite au théâtre Sorano, puis au théâtre de la Digue.

## Patrimoine et lieux d'intérêt

### École élémentaire Jean Jaurès
La municipalité confie en 1925 la construction du groupe scolaire du Busca à l'architecte de la ville, Jules Milloz. Pour cela, la municipalité fait l'acquisition d'une partie des terrains d'une usine de constructions métalliques, l'atelier Saint-Éloi. Le projet, qui comprend une école de garçons, une école de filles et une école maternelle, est établi sur une vaste parcelle entre l'avenue François-Frizac (actuel no 21), la place du Busca, la rue Léo-Lagrange (actuel no 60) et la rue Xavier-d'Auriol (actuels no 5-5 bis). C'est en 1927, lors de l'inauguration de l'école de garçons, que le maire socialiste de la ville, Étienne Billières, lui donna le nom de Jean Jaurès, dont la mère habitait une maison de l'avenue François-Frizac (ancien no 15).
L'école de garçons, qui borde l'avenue François-Frizac et la place du Busca, est terminée en janvier 1931. Elle avait trois classes, une salle de repassage, un préau couvert et, à l'étage, les logements de la directrice et de son adjointe. Les bâtiments sont en maçonnerie de briques, mises en œuvre avec soin, avec notamment des jeux de calepinage qui animent les façades.

### Maisons
- no  1 : maison Valette. 
La maison est construite en 1938 par l'architecte Jean Valette, qui y installe sa résidence et ses bureaux. Elle bénéficie d'un emplacement privilégié, à l'angle de l'allée des Demoiselles et face à l'entrée sud du Jardin des Plantes, et agit comme un manifeste du goût de son concepteur. Le sous-sol semi-enterré, mis en valeur par un appareillage de pierre à bossage rustique, est éclairé de petites fenêtres fermées par des grilles en fer forgé. Les niveaux supérieurs sont en brique. Le rez-de-chaussée surélevé est ouvert de grandes fenêtres, voûtées en plein cintre à redents, et qui ont de faux garde-corps composés de tuiles superposées. L'étage est percé de fenêtres rectangulaires, alternativement verticales et horizontales[8],[9].

- no  5 : maison (deuxième moitié du XIXe siècle)[10].
- no  34 : maison (1924, Jean Valette)[11].
- no  36 : maison (premier quart du XXe siècle)[12].

## Personnalité
- Hélène Picard (1873-1945) : poétesse, secrétaire de Colette, elle est née au domicile de ses parents, avenue François-Frizac.